# Oxylamia griseomarmorata
Oxylamia griseomarmorata là một loài bọ cánh cứng trong họ Cerambycidae.